# Vstřikování plastů
Vstřikování plastů je termodynamický cyklický tvářecí proces. Plastické hmoty jsou pro vstřikování dodávány ve formě granulátu. Mohou být přírodní barvy (zpravidla čiré nebo průhledné) nebo probarvené. Barvení je též možno přidáním granulovaného barviva (1–3 %) do nebarveného granulátu při nabírání plastu do plastifikační jednotky (vstřikovací lis). Plastový granulát je připraven v násypce, kde je plast zpravidla nutno zbavit vlhkosti (vysušit při teplotě do 150 °C). Z násypky je granulát nabírán šnekem vstřikovacího stroje do plastifikační jednotky, kde je nahříván na požadovanou vstřikovací teplotu (150 °C – 400 °C). Zahřátí se též děje protitlakem (plastifikací) a otáčením šneku. Po nahřátí v plastifikační jednotce je tekutý plast (tavenina) vstříknut vysokým tlakem (až 250 MPa) do vstřikovací formy (nástroje). Nástroj je zpravidla nutno chladit (temperovat) na provozní teplotu (cca 20 °C – 150 °C).
Při vstřikování je nutné, aby z nástroje včas unikly všechny plyny a dovolily zaplnění nástroje hmotou. Pro odvzdušnění by měly postačovat vůle v pohyblivých částech nástroje a dělicích rovinách (v opačném případě nutná výroba zvláštních odvzdušnění). Čas vstřikování bývá řádově sekundy. Vstřikování se děje přímočarým pohybem šnekového pístu. Konec šneku je opatřen zpětným uzávěrem, aby tavenina tekla pouze směrem do nástroje. Zbytkový objem, který zůstává v plastifikační jednotce se nazývá polštář hmoty. Po vstříknutí je nutno nastavit čas ochlazení (jednotky až desítky sekund). Po tomto čase se forma otevře a díl je vyjmut z nástroje pomocí ocelových trnů (vyhazovačů). Vypadává buď samotíží nebo je odebírán automatem. Souběžně s ochlazováním dílu v nástroji již vstřikovací šnekový píst nabírá otáčením nový materiál pro další cyklus. Vstřikovací cyklus má tedy tyto části:
1. Nabírání požadovaného objemu plastu do plastifikační jednotky otáčivým pohybem šnekového pístu.
2. Zahřívání a plastifikace. (Zahřátí na teplotu taveniny má zpravidla několik teplotních pásem dle velikosti lisu.)
3. Vstřikování vstřikovacím tlakem a dotlakem – vyprázdnění plastifikační jednotky až na úroveň polštáře hmoty (zbytkový objem plastu)
4. Ochlazování v nástroji.
5. Otevření nástroje a vyjmutí výlisku.

Části nového cyklu 1 a 2 probíhají souběžně s částmi 4 a 5 starého cyklu.
Vstřikovací cyklus trvá desítky sekund dle velikosti a náročnosti plastového dílu. Číslicově řízené stroje umožňují měnit profil parametrů jako je vstřikovací tlak, dotlak nebo vstřikovací rychlost během jednoho cyklu pro dosažení optimálních vlastností vstřikovaného dílu. Elektronická výbava vstřikovacího stroje dovoluje sledovat stabilitu parametrů a překročení nastavených mezí – Q-tabulka. Ke správnému výlisku lze dojít nastavením různých parametrů. Přestože máme možnost širokého rozsahu volby parametrů, jen úzký výběr parametrů je optimální. Pro optimalizaci parametrů přímo na vstřikovacím stroji je třeba řady zkušeností. Přesto není třeba používat pouze pokusné metody v provozu, ale existuje řada SW modelací vstřikovacího procesu plastických hmot. Stačí zadat 3D výkres dílu. Dodavatelé garantují 80–90% podobnost SW modelace se skutečným procesem vstřikování plastů.